# 锈叶琼楠
锈叶琼楠（学名：Beilschmiedia obconica）为樟科琼楠属下的一个种。

## 扩展阅读
維基物種上的相關：锈叶琼楠